# Victor Vibert
Pour les articles homonymes, voir Vibert.
Victor Joseph Vibert, né le 17 septembre 1799 à Paris, et mort le 18 mars 1860 à Lyon, est un graveur français.

## Biographie
Fils de Joseph Vibert, graveur et typographe pour la maison Firmin Didot à Paris, il entre aux Beaux-arts de Paris et devient l'élève de Théodore Richomme, Louis Hersent, et Louis Pauquet père. Il reçoit le prix de Rome en gravure en 1828. Durant son séjour à la villa Médicis à Rome de 1829 à 1833, il se lie à Victor Orsel, d'après lequel il gravera une suite exposée au Salon de Paris en 1859, et Claude Bonnefond.
Victor Vibert devient ensuite professeur de gravure à l'École des beaux-arts de Lyon.

## Œuvres
Victor Vibert grave les œuvres suivantes :
- La Leçon de basseviole ;
- Portrait de Masaccio ;
- Vierge à l'œillet ;
- Portrait de Jacquard ;
- Le Bien et le Mal, d'après Victor Orsel.

## Élèves
- Henri-Joseph Dubouchet
- Georges Duseigneur.
- Jean-Marie Fugère (1818-1882)[4].
- Joseph Soumy (1831-1863)[5].
- François-Felix Roubaud (1824-1876)[6].